# 昆明锐龙足球俱乐部
昆明锐龙足球俱乐部，简称昆明锐龙、大理锐龙，是一家位于中国云南省昆明市的足球俱乐部，已并入丽江嘉云昊足球俱乐部。2013赛季，球队将主场由昆明迁往大理市。昆明锐龙曾参加2012年、2013年两届中国足球乙级联赛，2013年中国足协杯中大理锐龙在第三轮击败中超球队上海申花，成为足协杯历史上首支战胜顶级联赛球队的中乙球队。2014年初，为整合云南足球资源，昆明锐龙与丽江嘉云昊合并，组建新的丽江嘉云昊足球俱乐部。

## 历史
2012年3月20日，昆明锐龙足球俱乐部在云南省省会昆明市正式挂牌成立，由昆明市足球管理中心、云南锐龙矿业有限公司和雄冠体育一同组建，聘请云南足球名宿高富林为主教练，注册参加2012年中国足球乙级联赛。 昆明锐龙在第一个中乙联赛赛季即获得南区第三名的成绩，晋级全国总决赛，但在八强战两回合2比3不敌北区第二名青海森科，无缘升级。2013年3月22日，昆明锐龙将主场迁移到大理市，并将俱乐部名字改为昆明锐龙足球俱乐部大理锐龙队。 5月14日，球队接受大理当地旅游协会的冠名，将队名改为大理旅游锐龙队。 5月22日，大理锐龙在2013年中国足协杯第三轮比赛中客场3比2爆冷击败中超球队上海申花，成为首支在足协杯战胜顶级联赛球队的中乙球队。
2014年初，为整合云南足球资源，昆明锐龙与丽江嘉云昊合并，组建新的丽江嘉云昊足球俱乐部，昆明锐龙足球俱乐部不复存在。